# Maria Joana de Saboia
Maria Joana de Saboia (em francês: Marie-Jeanne de Savoie; 1 de janeiro de 1665 - 30 de março de 1705) foi uma princesa de Saboia e filha de Eugénio Maurício, Conde de Soissons e Olímpia Mancini. Era irmã do príncipe Eugénio de Saboia, general dos exércitos imperiais.